# Pinčići
Pinčići (cyr. Пинчићи) – wieś w Czarnogórze, w gminie Bar. W 2011 roku liczyła 12 mieszkańców.